# Demodex sungori

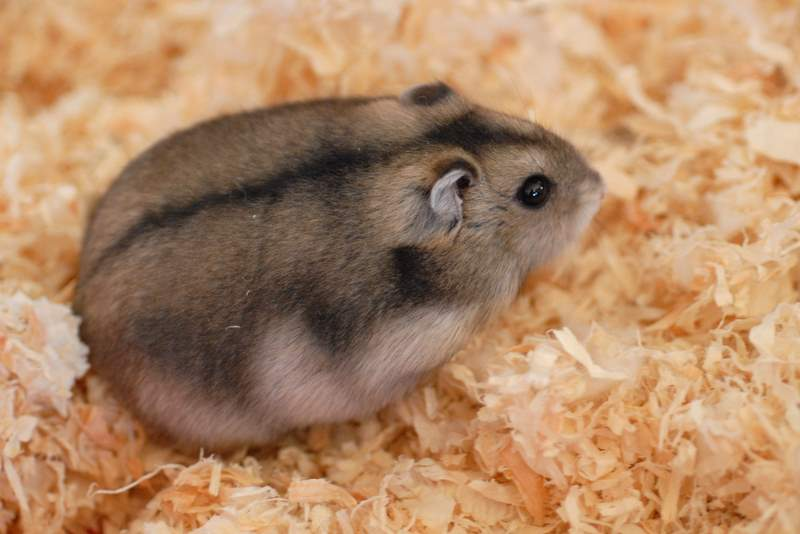
Chomicznik dżungarski, jedyny żywiciel D. sungori

Demodex sungori – gatunek roztocza z rodziny nużeńcowatych. Jego jedynym żywicielem jest chomicznik dżungarski.

## Taksonomia
Gatunek ten opisany został po raz pierwszy w 2006 roku przez Clifforda E. Descha, Sonnyego L. Davisa i Hansa Klompena na łamach „International Journal of Acarology”. Opisu dokonano na podstawie okazów pozyskanych z hodowli chomicznika dżungarskiego na Uniwersytecie Stanu Ohio w Stanach Zjednoczonych. Epitet gatunkowy pochodzi od nazwy żywiciela, Phodobus sungorus.

## Morfologia i rozwój

### Osobniki dorosłe
Samce osiągają od 93 do 113 μm długości i od 28 do 38 μm szerokości, samice zaś od 91 do 107 μm długości i od 24 do 47 μm szerokości.
Nieco zaokrąglona gnatosoma zaopatrzona jest w parę długich, prostopadle do osi głównej ciała ustawionych, u podstawy walcowatych, a dalej rozszerzonych dozewnętrznie kolców nadbiodrowych. Podkowiasta nabrzmiałość gardzieli ma po bokach przedniej krawędzi parę szczecinek subgnatosomalnych.
Podosoma ma na wierzchu dwie pary guzków grzbietowych, z których przednia leży między wysokością odnóży pierwszej i drugiej pary, a tylna na wysokości odnóży drugiej pary. U samca ponadto na jej wierzchu leży na wysokości drugiej pary odnóży podłużny, szczeliniasty otwór płciowy oraz długi na od 10 do 15 μm, zesklerotyzowany edeagus. Występują cztery pary odnóży o trzech ruchomych członach, z których ostatni ma parę rozdwojonych na szczytach i opatrzony skierowaną ku tyłowi ostrogą pazurków. Wulwa samicy leży między płytkami epimeralnymi ostatniej pary.
Opistosoma jest na całej długości wyraźnie pierścieniowana, a na wysokości ostatniej pary odnóży ma parę guzków grzbietowo-bocznych. Jej wierzchołek jest szeroko zaokrąglony. Otwierający się śródbrzusznie narząd opistosomalny u samca ma postać delikatnej, długiej, falistej rurki, u samicy zaś pary kieszonek.

### Stadia rozwojowe
Jaja są owalnego kształtu, o gładkim chorionie, pozbawione wieczka. Jedyna zmierzona sztuka miała 47 μm długości i 21 μm szerokości.
Protonimfy mają podługowato-owalne ciało długości od 62 do 74 μm i szerokości od 25 do 29 μm. Ich trapezowata gnatosoma ma drobne, spiczaste kolce nadbiodrowe, nogogłaszczki od dwóch członach ruchomych i pozbawiona jest szczecinek subgnatosomalnych. Podosoma ma trzy pary jednoczłonowych odnóży o trójwierzchołkowych pazurkach i parę tarczek brzusznych między drugą i trzecią parą odnóży. Opistosoma pozbawiona jest pierścieniowania.
Nimfy mają podługowato-owalne ciało długości od 82 do 97 μm i szerokości od 26 do 32 μm. Różnią się od protonimf obecnością czterech par odnóży i dwóch par tarczek brzusznych między odnóżami par od drugiej do czwartej.

## Ekologia i występowanie
Roztocz ten jest monoksenicznym komensalem lub pasożytem chomicznika dżungarskiego. Bytuje w mieszkach włosowych gospodarza. Na tym samym żywicielu występuje również D. phodopi.
Gatunek obecny w hodowlach, podawany ze Stanów Zjednoczonych.